# Veranclassic-Ago
Veranclassic-Ekoi is een wielerploeg die een Belgische licentie heeft. De ploeg werd in 2013 opgericht als Doltcini-Flanders. Veranclassic-Doltcini komt uit in de continentale circuits van de UCI. Geoffrey Coupé is de manager van de ploeg.

## Bekende renners
- Gorik Gardeyn (2013-heden)
- Sebastien Rosseler (2013- 2015)

## Seizoen 2014

### Selectie
| Naam                             | Geboortedatum     | Nationaliteit | Ploeg 2013                  |
| -------------------------------- | ----------------- | ------------- | --------------------------- |
| Fabien Bacquet (tot 14/05)       | 28 februari 1986  | Frankrijk     | BigMat-Auber 93             |
| Steve Bekaert (tot 09/09)        | 26 december 1990  | België        | Burgos BH-Castilla y León   |
| Giorgio Brambilla                | 19 september 1988 | Italië        | Atlas Personal-Jakroo       |
| Gilles Devillers                 | 12 februari 1985  | België        | Crelan-Euphony              |
| Serge Dewortelaer                | 28 oktober 1991   | België        | Color Code-Biowanze         |
| Darijus Džervus                  | 20 juli 1990      | Litouwen      |                             |
| Denis Flahaut                    | 28 november 1978  | Frankrijk     | Colba-Superano Ham          |
| Gorik Gardeyn                    | 17 maart 1980     | België        |                             |
| Patrick Gaudy (vanaf 10/09)      | 9 maart 1977      | België        | Neo                         |
| Tom Goovaerts                    | 3 juli 1988       | België        | Team3M                      |
| Cameron Karwowski                | 3 april 1991      | Nieuw-Zeeland | Neo                         |
| Wouter Mol                       | 17 april 1982     | Nederland     | Vacansoleil-DCM             |
| Rick Ottema                      | 25 juni 1992      | Nederland     | Cyclingteam De Rijke-Shanks |
| Lewis Rigaux                     | 8 augustus 1990   | België        | Team3M                      |
| Sébastien Rosseler (vanaf 17/01) | 15 juli 1981      | België        | Garmin-Sharp                |
| Bob Schoonbroodt (vanaf 14/05)   | 12 februari 1991  | Nederland     | Cyclingteam De Rijke-Shanks |
| Joeri Stallaert                  | 25 januari 1991   | België        | Crelan-Euphony              |
| Yu Takenouchi                    | 1 september 1988  | Japan         | Colba-Superano Ham          |
| Francesco Van Coppernolle        | 16 april 1991     | België        | Ventilair-Steria            |
| Frederiek Vandewiele             | 11 februari 1991  | België        | Ventilair-Steria            |
| Kevin Verwaest                   | 6 januari 1989    | België        |                             |
| Sascha Weber                     | 23 februari 1988  | Duitsland     | Team Differdange-Losch      |
| Stagiairs                        |                   |               |                             |
| Gianni Bossuyt                   | 13 mei 1994       | België        |                             |
| Alessandro Soenens               | 1 december 1993   | België        |                             |

### Overwinningen
| Wedstrijd               | Datum          | Categorie | Winnaar      |
| ----------------------- | -------------- | --------- | ------------ |
| Grand Prix du Nouvel-An | 1 januari 2014 | CX        | Sascha Weber |